# Ataque a la estación de policía de Karachi en 2023
El ataque a la estación de policía de Karachi ocurrió el 17 de febrero de 2023, cuando talibanes pakistaníes irrumpieron en la Oficina de Policía de Karachi (KPO), fuertemente custodiada, ubicada en el corazón de la metrópolis provincial de Sind, Karachi, Pakistán. Los atacantes usaron pistolas y granadas para matar a cinco personas (dos policías, dos guardabosques y un civil) e hirieron a otras 14 personas.

## Descripción

### Ataque y autoría
El Movimiento de los Talibanes Pakistaníes (TTP), se atribuyó la autoría del ataque. El asedio terminó el mismo día, y el primer ministro de Sind, Murad Ali Shah, declaró más tarde que los tres militantes responsables del ataque fueron asesinados por la policía, los guardabosques y el ejército.

### Reacción del Estado pakistaní
El ataque al KPO fue visto como un grave error de seguridad y llevó a la administración de seguridad y al gobierno provincial a realizar una "auditoría de seguridad" de los edificios e instalaciones gubernamentales. El ataque a la sede de la agencia de aplicación de la ley planteó varias preguntas y se necesitaba un curso de acción adecuado para abordar estas preocupaciones. La 'auditoría de seguridad' y el plan de acción que tenía la agencia encargada de hacer cumplir la ley después de los ataques terroristas había planteado demandas principalmente a la policía en todo Pakistán y en los establecimientos de seguridad en otras partes del país.
El primer ministro Shehbaz Sharif condenó el ataque y enfatizó que los terroristas pueden haber olvidado que Pakistán es una nación que derrotó al terrorismo con su valentía y coraje.